# Playa Escondida
Der Playa Escondida (spanisch für Verstreckter Strand) ist ein Strand im Norden der Livingston-Insel im Archipel der Südlichen Shetlandinseln. Auf der Westseite des Kap Shirreff am nördlichen Ausläufer der Johannes-Paul-II.-Halbinsel liegt er unmittelbar nördlich des Punta Pasillo.
Wissenschaftler der 45. Chilenischen Antarktisexpedition (1990–1991) gaben ihm seinen deskriptiven Namen.